# أولاد غزبيل
 أولاد غزبيل (بالإنجليزية: OULAD GHZIYEL)‏ هي جماعة قروية تابعة لإقليم جرادة ضمن الجهة الشرقية بالمغرب. بلغ مجموع عدد سكان  أولاد غزبيل حسب إحصاءات 2004 حوالي 6488 نسمة من بينهم 2 أجانب يعيشون في 819 أسرة.

## إحصاء عام
| السنة | عدد السكان | عدد الأسر | عدد الأجانب |
| ----- | ---------- | --------- | ----------- |
| 1994  | 5596       | 718       | °°°°        |
| 2004  | 6488       | 819       | 2           |